# 73529 Giorgiopalumbo
73529 Giorgiopalumbo è un asteroide della fascia principale. Scoperto nel 2003, presenta un'orbita caratterizzata da un semiasse maggiore pari a 2,9988007 au e da un'eccentricità di 0,0895316, inclinata di 8,83152° rispetto all'eclittica.
L'asteroide è dedicato a Giorgio Palumbo, professore di astrofisica dell'Università di Bologna.